# Ancistrocerus angulata
Ancistrocerus angulata är en stekelart som beskrevs av Donovan 1810. Ancistrocerus angulata ingår i släktet murargetingar, och familjen Eumenidae. Inga underarter finns listade i Catalogue of Life.